# Hôtel Bernascon
L'hôtel Bernascon est un ancien palace-hôtel situé en France sur la commune d'Aix-les-Bains, dans le département de la Savoie en région Auvergne-Rhône-Alpes.
Édifié entre 1897 et 1900 sous les ordres de l'architecte lyonnais Jules Pin (à qui l'on doit également le château de la Roche du Roi), l'hôtel Bernascon cesse son activité en 1956 et est vendu en copropriété en 1960. Il est en partie détruit par un grave incendie dans la nuit du 17 au 18 août 2015. Grâce à l'intervention de plus de 80 sapeurs-pompiers, l'aile sud de la résidence a pu être épargnée par les flammes.
L'édifice fait l’objet d'une inscription partielle au titre des monuments historiques depuis le 24 avril 1986 puis d'une nouvelle inscription le 12 juillet 2021.

## Histoire

### Incendie
Un violent incendie s'est déclaré au sommet de la toiture de l'ancien palace le lundi 17 août 2015 quelques minutes avant minuit. Le palace, reconverti en immeuble, abritait alors environ 90 personnes. Le bâtiment faisait l'objet d'une rénovation. Les étages supérieurs sont totalement détruits. Dans les jours qui suivirent, plusieurs planchers s'effondrèrent sous le poids des m3 d'eau déversés pour maîtriser le sinistre. Par chance, la marquise qui couronnait l'entrée de l'hôtel (inscrite, elle aussi, aux Monuments Historiques) avait été retirée quelques jours plus tôt, afin d'être rénovée.

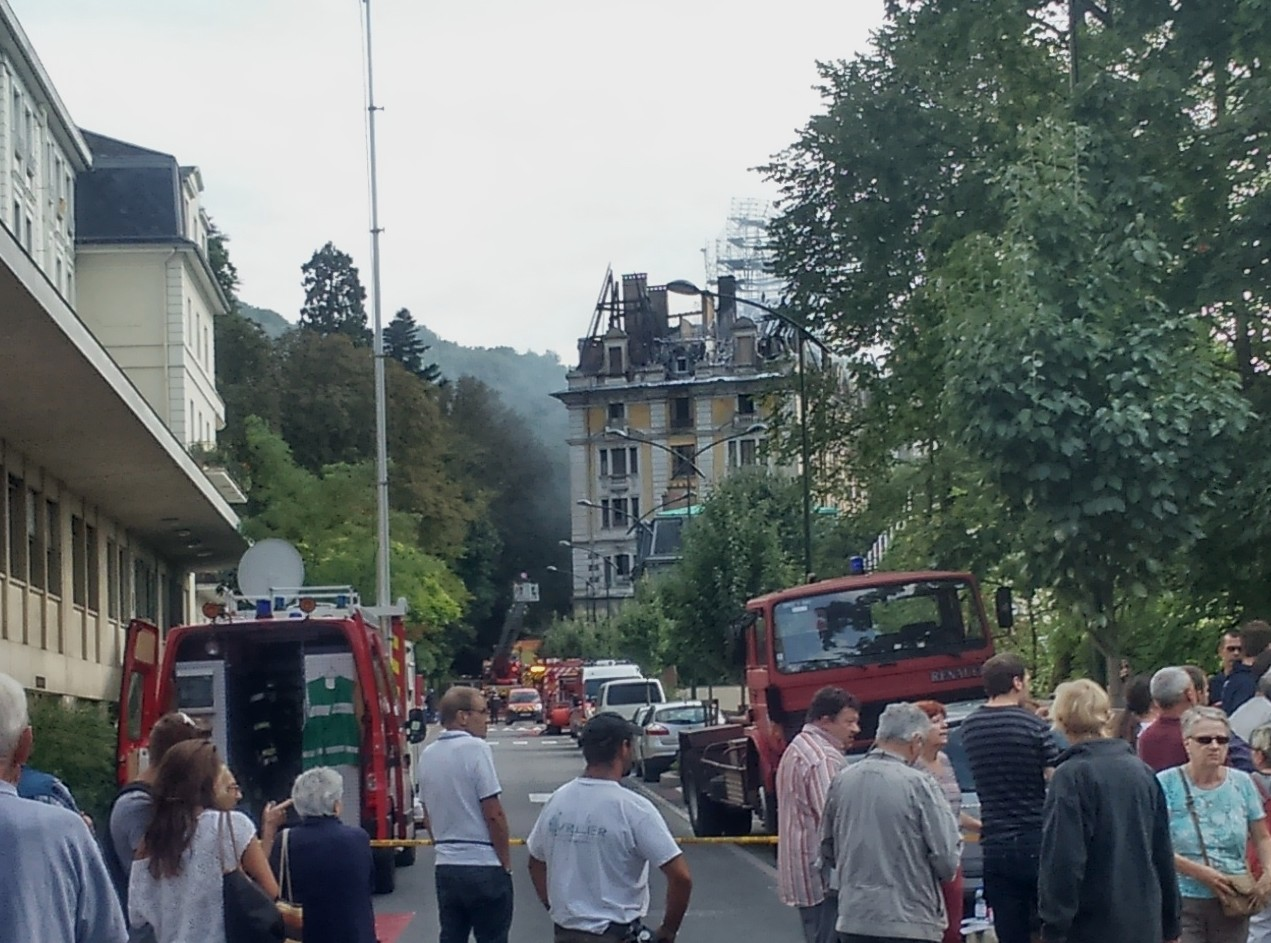
L'incendie du Bernascon en 2015.